# Обла Брда
Обла Брда су насељено мјесто у општини Трново, Федерација БиХ, Босна и Херцеговина.

## Становништво
|           | 2013.      | 1991.      | 1981.       | 1971.       |
| Укупно    | 6 (100,0%) | 2 (100,0%) | 15 (100,0%) | 41 (100,0%) |
| Срби      | 5 (83,33%) | 2 (100,0%) | 15 (100,0%) | 40 (97,56%) |
| Црногорци | 1 (16,67%) | –          | –           | –           |
| Бошњаци   | –          | –          | –           | 1 (2,439%)1 |

1. 1 На пописима од 1971. до 1991. Бошњаци су пописивани углавном као Муслимани.